# Wilhelm Heim (Mediziner)
Wilhelm Heim (* 2. November 1906 in Berlin-Kreuzberg; † 15. Dezember 1997 in Berlin) war ein deutscher Chirurg und ärztlicher Standespolitiker.

## Leben
Wilhelm Heim studierte nach dem Abitur am Berliner Leibniz-Gymnasium von 1925 bis 1930 Medizin an den Universitäten in Berlin und Innsbruck. 1931 wurde er an der Friedrich-Wilhelm-Universität Berlin zum Dr. med. promoviert. Heim trat zum 1. April 1933 in die NSDAP (Mitgliedsnummer 1.771.278) und im Frühjahr desselben Jahres in die Sturmabteilung (SA) ein, wo er bis 1943 zum SA-Sanitäts-Standartenführer aufstieg.
Heim begann seine berufliche Laufbahn zum Facharzt für Chirurgie im Februar 1933 im Krankenhaus Am Urban, wo er im Dezember 1935 zum Oberarzt ernannt wurde. 1940 folgte er seinem Chef Erwin Gohrbandt an das Krankenhaus Moabit. Nach der Habilitation mit dem Thema Klinische und experimentelle Studien zum Blutkonservierungsproblem im Jahr 1941 war er ab 1942 zunächst als Privatdozent für Chirurgie an der Charité zu Berlin tätig. 1948 wurde Heim in Berlin Chefarzt der Chirurgischen Abteilung des Rudolf-Virchow-Krankenhauses und wirkte dort ab 1949 bis zu seiner Pensionierung 1971 als Ärztlicher Direktor.
Der Schwerpunkt seiner Arbeiten und Forschung lag in der Transfusionsmedizin und in der Schilddrüsenchirurgie. So regte Heim 1949 die Gründung des Berliner Blutspendedienstes an und schuf die Berliner Blutbank, die er bis 1966 leitete. 1955  wurde Heim zum außerplanmäßigen Professor an der FU Berlin, wo er bereits seit 1949 tätig war, ernannt, 1961 zum Honorarprofessor für Krankenhausbau an der TU Berlin. Er war zudem Spezialist für die Bauchchirurgie und Krebstherapie.
Ein weiterer Arbeitsschwerpunkt lag in Projekten zur Förderung der ärztlichen Fortbildung. So war er in Berlin ab 1958 Leiter und ab 1972 Geschäftsführer der Akademie für Ärztliche Fortbildung sowie 1972 Wiederbegründer der Kaiserin-Friedrich-Stiftung für das ärztliche Fortbildungswesen und ihr Geschäftsführer bis 1985.
Daneben stand er in den Gremien und Verbänden der ärztlichen Selbstverwaltung in leitender Position und erhielt verschiedene Ehrenstellungen. So wurde er u. a. 1956 zum Präsidenten und später zum Ehrenpräsidenten der Deutschen Gesellschaft für Bluttransfusion ernannt. Von 1975 bis 1983 war Heim Präsident der Ärztekammer Berlin. Zudem war er Vorstandsmitglied der Bundesärztekammer. Er betrieb auch eine Praxis.

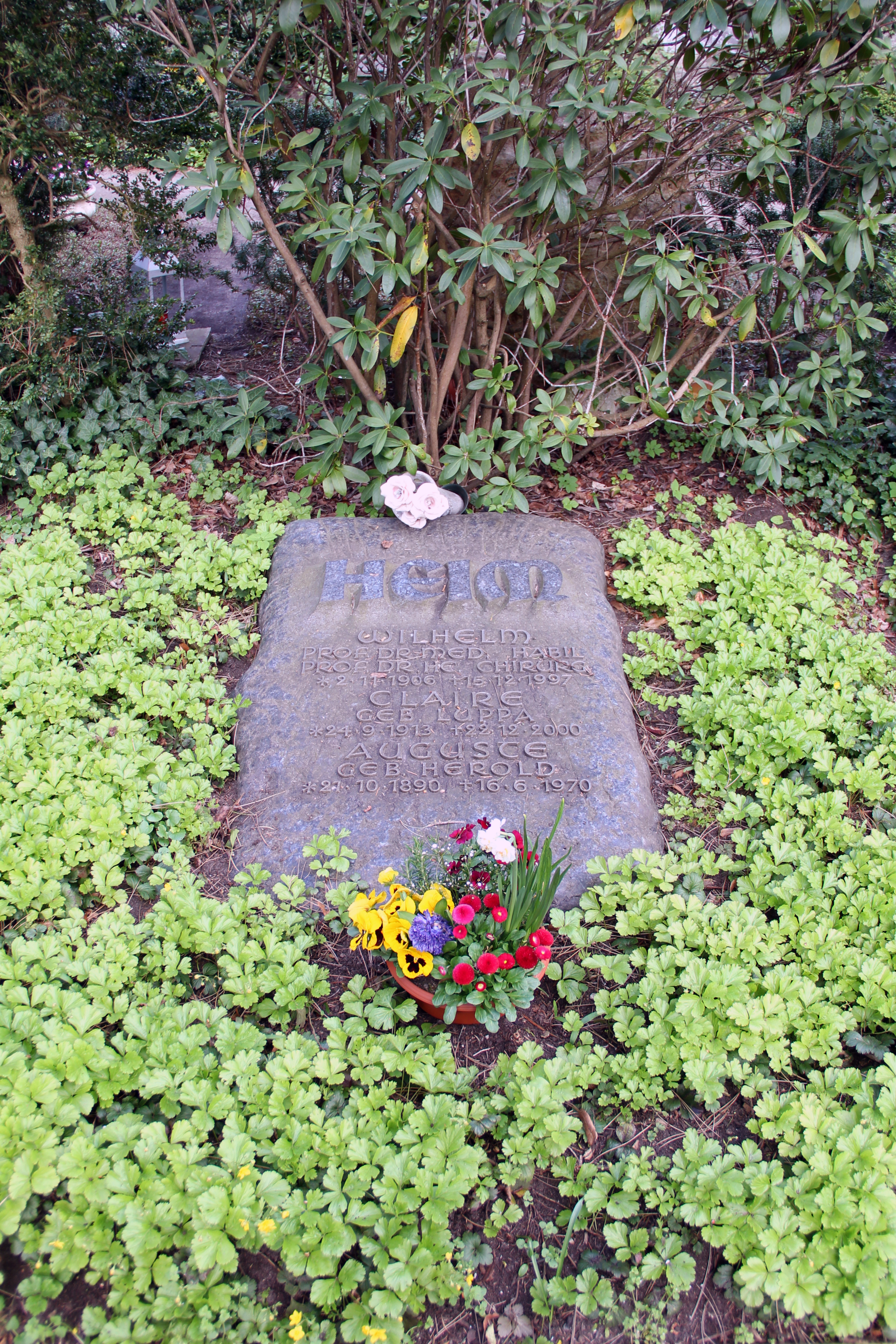
Grab von Wilhelm Heim auf dem Friedhof Heerstraße in Berlin-Westend

Wilhelm Heim starb im Dezember 1997 im Alter von 91 Jahren in Berlin. Sein Grab befindet sich auf dem landeseigenen Friedhof Heerstraße in Berlin-Westend (Grablage: 8-B-3/3a).

## Ehrungen
- Paracelsus-Medaille der Deutschen Ärzteschaft (1983)[7]
- Ehrendoktorwürde der Jinan-Universität in Kanton (China) (1997)[7]
- Ernst-von-Bergmann-Plakette

## Veröffentlichungen (Auswahl)
- mit Peter Dahr: Die Blutbank. 1953.
- Die Operationen an der Brustdrüse. In: August Bier, Heinrich Braun, Hermann Kümmell (Hrsg.): Chirurgische Operationslehre. Band 2. Auflage von 1953.